# Tournoi de tennis de Mons
L’Ethias Trophy de Mons est un tournoi de tennis professionnel masculin du circuit Challenger.
Il se déroule chaque année en octobre à Mons, sur surface dure en salle.
L’Ethias Trophy est né d’une idée originale d’Ethias et de la ville de Mons désirant combler le vide installé dans le domaine du tennis masculin en Belgique. En effet, depuis la disparition des « International Series » de Bruxelles en 1992 et d’Anvers en 1998 (ECC) mais aussi des différents « Challenger Series » de Knokke en 1990, de Liège en 1993, d’Ostende et de Charleroi en 2000 et enfin d’Anvers en 2001, plus aucun tournoi masculin n’existait depuis 4 ans en Belgique.
Pour sa première édition, l’Ethias Trophy de Mons organise un tournoi digne d’un « International Series » et accueille un tableau de joueurs en pleine ascension : Andy Murray, Ivo Karlović, Julien Benneteau, Marc Gicquel, Nicolas Mahut, etc. Et surtout, plusieurs vedettes belges sont de la partie : Olivier Rochus, Xavier Malisse, Christophe Rochus, Kristof Vliegen, Steve Darcis et Dick Norman. Cette première édition s’achève, au plus grand bonheur des organisateurs et du nombreux public, sur une finale 100 % belge entre les deux premières têtes de série : Olivier Rochus et Xavier Malisse.
En 2017, le tournoi est lâché par son principal sponsor et doit être supprimé en raison d'un budget insuffisant.

## Palmarès messieurs

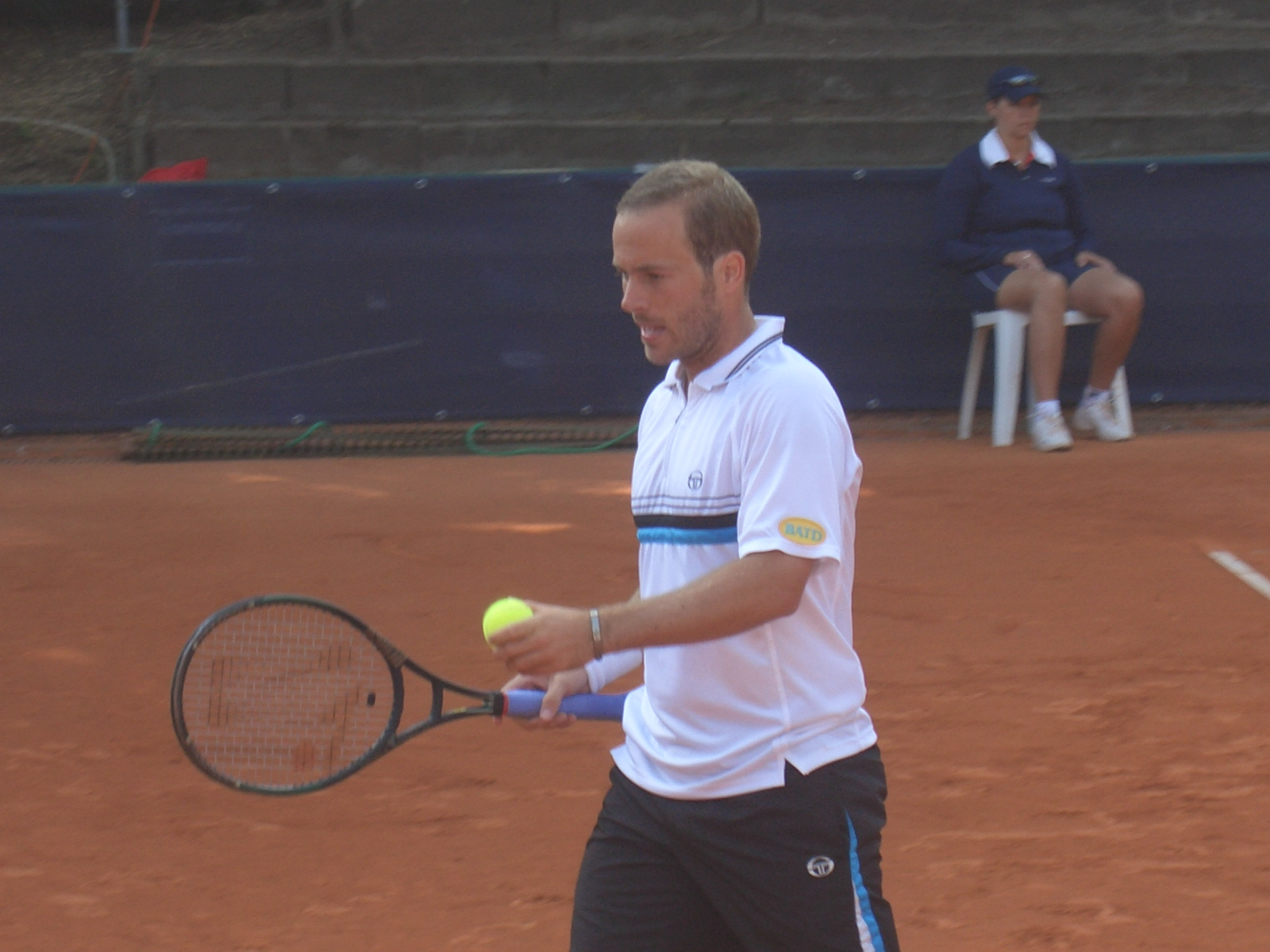
Olivier Rochus gagne la première édition en 2005.

### Simple
| No | Date       | Nom et lieu du tournoi | Catégorie  | Dotation  | Surface         | Vainqueur           | Finaliste              | Score           |         |
| -- | ---------- | ---------------------- | ---------- | --------- | --------------- | ------------------- | ---------------------- | --------------- | ------- |
| 1  | 03-10-2005 | Ethias Trophy, Mons    | Challenger | 125 000 $ | Moquette (int.) | Olivier Rochus      | Xavier Malisse         | 6-2, 6-0        | Tableau |
| 2  | 02-10-2006 | Ethias Trophy, Mons    | Challenger | 125 000 $ | Dur (int.)      | Janko Tipsarević    | Alex Bogdanovic        | 6-4, 1-6, 6-2   | Tableau |
| 3  | 01-10-2007 | Ethias Trophy, Mons    | Challenger | 125 000 $ | Dur (int.)      | Ernests Gulbis      | Kristof Vliegen        | 7-5, 6-3        | Tableau |
| 4  | 29-09-2008 | Ethias Trophy, Mons    | Challenger | 106 500 € | Dur (int.)      | Teymuraz Gabashvili | Édouard Roger-Vasselin | 6-4, 6-4        | Tableau |
| 5  | 05-10-2009 | Ethias Trophy, Mons    | Challenger | 106 500 € | Dur (int.)      | Janko Tipsarević    | Serhiy Stakhovsky      | 7-64, 6-3       | Tableau |
| 6  | 04-10-2010 | Ethias Trophy, Mons    | Challenger | 106 500 € | Dur (int.)      | Adrian Mannarino    | Steve Darcis           | 7-5, 6-2        | Tableau |
| 7  | 03-10-2011 | Ethias Trophy, Mons    | Challenger | 106 500 € | Dur (int.)      | Andreas Seppi       | Julien Benneteau       | 2-6, 6-3, 7-6   | Tableau |
| 8  | 01-10-2012 | Ethias Trophy, Mons    | Challenger | 106 500 € | Dur (int.)      | Kenny de Schepper   | Michaël Llodra         | 7-67, 4-6, 7-64 | Tableau |
| 9  | 30-09-2013 | Ethias Trophy, Mons    | Challenger | 106 500 € | Dur (int.)      | Radek Štěpánek      | Igor Sijsling          | 6-3, 7-5        | Tableau |
| 10 | 29-09-2014 | Ethias Trophy, Mons    | Challenger | 106 500 € | Dur (int.)      | David Goffin        | Steve Darcis           | 6-3, 6-3        | Tableau |
| 11 | 05-10-2015 | Ethias Trophy, Mons    | Challenger | 106 500 € | Dur (int.)      | Illya Marchenko     | Benjamin Becker        | 6-2, 68-7, 6-4  | Tableau |
| 12 | 03-10-2016 | Ethias Trophy, Mons    | Challenger | 106 500 € | Dur (int.)      | Jan-Lennard Struff  | Vincent Millot         | 6-2, 6-0        | Tableau |

### Double
| No | Date       | Nom et lieu du tournoi | Catégorie  | Dotation  | Surface         | Vainqueurs                         | Finalistes                               | Score              |         |
| -- | ---------- | ---------------------- | ---------- | --------- | --------------- | ---------------------------------- | ---------------------------------------- | ------------------ | ------- |
| 1  | 03-10-2005 | Ethias Trophy, Mons    | Challenger | 125 000 $ | Moquette (int.) | Christopher Kas Philipp Petzschner | Tomáš Cibulec Tom Vanhoudt               | 7-64, 6-2          | Tableau |
| 2  | 02-10-2006 | Ethias Trophy, Mons    | Challenger | 125 000 $ | Dur (int.)      | Jean-Claude Scherrer Lovro Zovko   | Jordan Kerr David Škoch                  | 6-2, 6-4           | Tableau |
| 3  | 01-10-2007 | Ethias Trophy, Mons    | Challenger | 125 000 $ | Dur (int.)      | Tomasz Bednarek Filip Polášek      | Philipp Petzschner Alexander Peya        | 6-2, 5-7, [10-8]   | Tableau |
| 4  | 29-09-2008 | Ethias Trophy, Mons    | Challenger | 106 500 € | Dur (int.)      | Michal Mertiňák Lovro Zovko        | Yves Allegro Horia Tecău                 | 7-5, 6-3           | Tableau |
| 5  | 05-10-2009 | Ethias Trophy, Mons    | Challenger | 106 500 € | Dur (int.)      | Denis Istomin Evgeny Korolev       | Alejandro Falla Teymuraz Gabashvili      | 64-7, 7-64, [11-9] | Tableau |
| 6  | 04-10-2010 | Ethias Trophy, Mons    | Challenger | 106 500 € | Dur (int.)      | Filip Polášek Igor Zelenay         | Ruben Bemelmans Yannick Mertens          | 3-6, 6-4, [10-5]   | Tableau |
| 7  | 03-10-2011 | Ethias Trophy, Mons    | Challenger | 106 500 € | Dur (int.)      | Johan Brunström Ken Skupski        | Kenny de Schepper Édouard Roger-Vasselin | 7-6, 6-3           | Tableau |
| 8  | 01-10-2012 | Ethias Trophy, Mons    | Challenger | 106 500 € | Dur (int.)      | Tomasz Bednarek Jerzy Janowicz     | Michaël Llodra Édouard Roger-Vasselin    | 7-5, 4-6, [10-2]   | Tableau |
| 9  | 30-09-2013 | Ethias Trophy, Mons    | Challenger | 106 500 € | Dur (int.)      | Jesse Huta Galung Igor Sijsling    | Eric Butorac Raven Klaasen               | 4-6, 7-62, [10-7]  | Tableau |
| 10 | 29-09-2014 | Ethias Trophy, Mons    | Challenger | 106 500 € | Dur (int.)      | Marc Gicquel Nicolas Mahut         | Andre Begemann Julian Knowle             | 6-3, 6-4           | Tableau |
| 11 | 05-10-2015 | Ethias Trophy, Mons    | Challenger | 106 500 € | Dur (int.)      | Ruben Bemelmans Philipp Petzschner | Rameez Junaid Igor Zelenay               | 6-3, 6-1           | Tableau |
| 12 | 03-10-2016 | Ethias Trophy, Mons    | Challenger | 106 500 € | Dur (int.)      | Julian Knowle Jürgen Melzer        | Sander Arends Wesley Koolhof             | 7-64, 7-64         | Tableau |

## Affrontements belgo-belges
De 2005 à 2014, 21 affrontements belgo-belges se sont produits. David Goffin détient le plus grand pourcentage de victoires face à ses compatriotes. A contrario, avec deux défaites et aucune victoire, Maxime Authom détient le plus mauvais bulletin. 
| #                            | Edition            | Gagnant               | Perdant                   | Score         | Pourcentage victoire |  |  |
|                              |                    |                       |                           |               |                      |  |  |
| David Goffin [4V-1D]         |                    |                       |                           |               |                      |  |  |
| 1                            | Ethias Trophy 2009 | David Goffin (WC)     | Christophe Rochus (8)     | 7-6, 4-6, 6-3 | 80 %                 |  |  |
| 1                            | Ethias Trophy 2010 | Ruben Bemelmans (WC)  | David Goffin (WC)         | 5-7, 5-7      | 80 %                 |  |  |
| 1                            | Ethias Trophy 2011 | David Goffin (WC)     | Olivier Rochus (6)        | 7-5, 4-6, 7-6 | 80 %                 |  |  |
| 1                            | Ethias Trophy 2011 | David Goffin (WC)     | Yannick Mertens (WC)      | 6-4, 6-4      | 80 %                 |  |  |
| 1                            | Ethias Trophy 2014 | David Goffin (1/WC)   | Steve Darcis              | 6-3, 6-3      | 80 %                 |  |  |
|                              |                    |                       |                           |               |                      |  |  |
| Xavier Malisse [2V-1D]       |                    |                       |                           |               |                      |  |  |
| 2                            | Ethias Trophy 2005 | Xavier Malisse (2)    | Stefan Wauters (WC)       | 7-6, 6-1      | 66 %                 |  |  |
| 2                            | Ethias Trophy 2005 | Xavier Malisse (2)    | Kristof Vliegen           | 6-4, 6-4      | 66 %                 |  |  |
| 2                            | Ethias Trophy 2005 | Olivier Rochus (1)    | Xavier Malisse (2)        | 2-6, 0-6      | 66 %                 |  |  |
|                              |                    |                       |                           |               |                      |  |  |
| Steve Darcis [5V-3D]         |                    |                       |                           |               |                      |  |  |
| 3                            | Ethias Trophy 2005 | Kristof Vliegen       | Steve Darcis (WC)         | 4-6, 6-4, 1-6 | 62,5 %               |  |  |
| 3                            | Ethias Trophy 2007 | Steve Darcis          | Christophe Rochus         | 6-3, 6-2      | 62,5 %               |  |  |
| 3                            | Ethias Trophy 2008 | Christophe Rochus (8) | Steve Darcis (1)          | 6-4, 1-6, 4-6 | 62,5 %               |  |  |
| 3                            | Ethias Trophy 2009 | Steve Darcis          | Yannick Vandenbulcke (WC) | 6-4, 6-4      | 62,5 %               |  |  |
| 3                            | Ethias Trophy 2010 | Steve Darcis          | Christophe Rochus (WC)    | 6-4, 2-6, 7-6 | 62,5 %               |  |  |
| 3                            | Ethias Trophy 2011 | Steve Darcis (8)      | Maxime Authom (WC)        | 7-6, 4-6, 6-2 | 62,5 %               |  |  |
| 3                            | Ethias Trophy 2012 | Steve Darcis (7)      | Ruben Bemelmans           | 6-2, 4-6, 6-3 | 62,5 %               |  |  |
| 3                            | Ethias Trophy 2014 | David Goffin (1/WC)   | Steve Darcis              | 6-3, 6-3      | 62,5 %               |  |  |
|                              |                    |                       |                           |               |                      |  |  |
| Ruben Bemelmans [2V-2D]      |                    |                       |                           |               |                      |  |  |
| 4                            | Ethias Trophy 2008 | Ruben Bemelmans (WC)  | Germain Gigounon (WC)     | 6-3, 6-0      | 50 %                 |  |  |
| 4                            | Ethias Trophy 2008 | Christophe Rochus (8) | Ruben Bemelmans (WC)      | 7-5, 4-6, 6-7 | 50 %                 |  |  |
| 4                            | Ethias Trophy 2010 | Ruben Bemelmans       | David Goffin (WC)         | 7-5, 7-5      | 50 %                 |  |  |
| 4                            | Ethias Trophy 2012 | Steve Darcis (7)      | Ruben Bemelmans           | 2-6, 6-4, 3-6 | 50 %                 |  |  |
|                              |                    |                       |                           |               |                      |  |  |
| Kristof Vliegen [3V-2D]      |                    |                       |                           |               |                      |  |  |
| 5                            | Ethias Trophy 2005 | Kristof Vliegen       | Dick Norman (8)           | 6-2, 6-4      | 60 %                 |  |  |
| 5                            | Ethias Trophy 2005 | Kristof Vliegen       | Steve Darcis (WC)         | 6-4, 4-6, 6-1 | 60 %                 |  |  |
| 5                            | Ethias Trophy 2005 | Xavier Malisse (2)    | Kristof Vliegen           | 6-4, 4-6, 4-6 | 60 %                 |  |  |
| 5                            | Ethias Trophy 2006 | Stefan Wauters (WC)   | Kristof Vliegen (2)       | 7-6, 3-6, 6-7 | 60 %                 |  |  |
| 5                            | Ethias Trophy 2007 | Kristof Vliegen (3)   | Gilles Elseneer (WC)      | 7-6, 6-4      | 60 %                 |  |  |
|                              |                    |                       |                           |               |                      |  |  |
| Olivier Rochus [1V-1D]       |                    |                       |                           |               |                      |  |  |
| 6                            | Ethias Trophy 2009 | Olivier Rochus (1)    | Xavier Malisse (2)        | 6-2, 6-0      | 50 %                 |  |  |
| 6                            | Ethias Trophy 2011 | David Goffin (WC)     | Olivier Rochus (6)        | 5-7, 6-4, 6-7 | 50 %                 |  |  |
|                              |                    |                       |                           |               |                      |  |  |
| Stefan Wauters [1V-1D]       |                    |                       |                           |               |                      |  |  |
| 7                            | Ethias Trophy 2009 | Xavier Malisse (2)    | Stefan Wauters (WC)       | 6-7, 1-6      | 50 %                 |  |  |
| 7                            | Ethias Trophy 2011 | Stefan Wauters (WC)   | Kristof Vliegen (2)       | 6-7, 6-3, 7-6 | 50 %                 |  |  |
|                              |                    |                       |                           |               |                      |  |  |
| Gilles Elseneer [1V-1D]      |                    |                       |                           |               |                      |  |  |
| 8                            | Ethias Trophy 2007 | Gilles Elseneer (WC)  | Maxime Authom (WC)        | 7-6, 6-4      | 50 %                 |  |  |
| 8                            | Ethias Trophy 2007 | Kristof Vliegen (3)   | Gilles Elseneer (WC)      | 6-7, 4-6      | 50 %                 |  |  |
|                              |                    |                       |                           |               |                      |  |  |
| Christophe Rochus [2V-3D]    |                    |                       |                           |               |                      |  |  |
| 9                            | Ethias Trophy 2006 | Steve Darcis          | Christophe Rochus         | 3-6, 2-6      | 40 %                 |  |  |
| 9                            | Ethias Trophy 2008 | Christophe Rochus (8) | Ruben Bemelmans (WC)      | 5-7, 6-4, 7-6 | 40 %                 |  |  |
| 9                            | Ethias Trophy 2008 | Christophe Rochus (8) | Steve Darcis (1)          | 4-6, 6-1, 6-4 | 40 %                 |  |  |
| 9                            | Ethias Trophy 2009 | David Goffin (WC)     | Christophe Rochus         | 6-7, 6-4, 3-6 | 40 %                 |  |  |
| 9                            | Ethias Trophy 2010 | Steve Darcis          | Christophe Rochus (WC)    | 4-6, 6-2, 6-7 | 40 %                 |  |  |
|                              |                    |                       |                           |               |                      |  |  |
| Dick Norman [0V-1D]          |                    |                       |                           |               |                      |  |  |
| 10                           | Ethias Trophy 2005 | Kristof Vliegen       | Dick Norman (8)           | 2-6, 4-6      | 0 %                  |  |  |
|                              |                    |                       |                           |               |                      |  |  |
| Yannick Mertens [0V-1D]      |                    |                       |                           |               |                      |  |  |
| 11                           | Ethias Trophy 2011 | David Goffin (WC)     | Yannick Mertens           | 4-6, 4-6      | 0 %                  |  |  |
|                              |                    |                       |                           |               |                      |  |  |
| Yannick Vandenbulcke [0V-1D] |                    |                       |                           |               |                      |  |  |
| 12                           | Ethias Trophy 2009 | Steve Darcis          | Yannick Vandenbulcke (WC) | 4-6, 4-6      | 0 %                  |  |  |
|                              |                    |                       |                           |               |                      |  |  |
| Germain Gigounon [0V-1D]     |                    |                       |                           |               |                      |  |  |
| 13                           | Ethias Trophy 2008 | Ruben Bemelmans (WC)  | Germain Gigounon (WC)     | 3-6, 0-6      | 0 %                  |  |  |
|                              |                    |                       |                           |               |                      |  |  |
| Maxime Authom [0V-2D]        |                    |                       |                           |               |                      |  |  |
| 14                           | Ethias Trophy 2007 | Gilles Elseneer (WC)  | Maxime Authom (WC)        | 6-7, 4-6      | 0 %                  |  |  |
| 14                           | Ethias Trophy 2011 | Steve Darcis (8)      | Maxime Authom (WC)        | 6-7, 6-4, 2-6 | 0 %                  |  |  |